# ヴィルヘルム・ルートヴィヒ・フォン・バーデン＝ドゥルラハ
ヴィルヘルム・ルートヴィヒ・フォン・バーデン＝ドゥルラハ（ドイツ語：Wilhelm Ludwig von Baden-Durlach, 1732年1月14日 - 1788年12月17日）は、初代バーデン大公カール・フリードリヒの弟。1753年にアルンヘムを拠点とするヘルダーラントの総督となり、1766年にネーデルラント議会によりネーデルラント副総督に任命された。また、1769年以降は実業家としても活動した。

## 生涯
ヴィルヘルム・ルートヴィヒはフリードリヒ・フォン・バーデン＝ドゥルラハとオラニエ公ヨハン・ウィレム・フリーゾの娘アマーリエの間の息子である。
1732年に父フリードリヒが死去した後、母アマーリエは精神的な病を患ったため、祖母マグダレーナ・ヴィルヘルミーネ・フォン・ヴュルテンベルクがヴィルヘルム・ルートヴィヒと兄カール・フリードリヒの養育を引き受けた。
ヴィルヘルム・ルートヴィヒは1743年から1745年までローザンヌ大学で高度な教育を受けた。1745年および1746年にパリとネーデルラントに訪れ、ネーデルラントでは後にネーデルラント連邦共和国の総督となる叔父ウィレム4世とともに過ごした。
叔父ウィレム4世は、奔放なヴィルヘルム・ルートヴィヒが兄カール・フリードリヒに悪い影響を及ぼしているとみなした。カール・フリードリヒが領地の統治のためカールスルーエに戻った時に、叔父ウィレム4世はヴィルヘルム・ルートヴィヒにネーデルラントで軍務につくように命じた。
兄カール・フリードリヒの許しを得て、ヴィルヘルム・ルートヴィヒはクリスティーネ・ヴィルヘルミーネ・ショルトマンと貴賤結婚をした。この結婚により生まれた子供たちは1777年1月27日にカール・フリードリヒにより貴族に列せられた。子供たちはゼルデネック男爵に叙せられ、ゼルデネック家の紋章の使用を許された。元々のゼルデネック家はフランケン貴族で1583年にすでに断絶していた。息子ヴィルヘルム・ルートヴィヒ・フォン・ゼルデネックはゼルデネック家の家祖となった。
ヴィルヘルム・ルートヴィヒはミュールブルクを購入し、1769年に染料の製造を始めた。その工場は1770年にはビール醸造所に変えられ、1771年からはブランデーの製造も開始した。この醸造所は1921年まで続いた。

## 子女
1765年にバーデン宮廷にてクリスティーネ・ヴィルヘルミーネ・フランツィスカ・ショルトマンと結婚した。
- ルイーゼ（1763年10月31日 - 1824年2月15日）
- ヴィルヘルム・ルートヴィヒ（1766年1月15日 - 1827年1月12日） - ゼルデネック男爵